# Silvia Saige
Silvia Saige (Kansas City, Misuri; 5 de marzo de 1984) es una actriz pornográfica y modelo erótica estadounidense.

## Biografía
Silvia Sage, nombre artístico, nació en la ciudad de Kansas City (Misuri). Tras acabar sus estudios en el instituto, estudió Medicina en la universidad. Para pagarse los estudios trabajó como camarera en Hooters y en local de la marca Twin Peaks como bartender, y realizó sesiones como modelo de promociones.
Tras acabar sus estudios en Medicina, y trabajar en la profesión, compaginó su carrera profesional con la de humorista y monologuista, realizando giras por pequeños locales en California. Fue a través de su pareja sentimental, la actriz pornográfica Kylie Kalvetti, como empezó a interesarse en la industria del cine X y aceptó realizar sus primeros cástines y escenas. Debutó como actriz pornográfica en 2015, a los 31 años. Al igual que otras tantas actrices que comenzaron con más de treinta años en la industria, por su físico, edad y atributos fue etiquetada como una actriz MILF.
En la actualidad sigue compaginando su carrera como actriz pornográfica con la de humorista, entre California y Las Vegas.
Como actriz ha trabajado para productoras como Net Video Girls, Bangbros, Evil Angel, Reality Kings, Pure Play Media, Femdom Empire, Mile High, Girlfriends Films, Pure Taboo, Naughty America, Brazzers, Kink.com o Sweetheart Video, entre otras.
Ha aparecido en más de 440 películas como actriz.
Algunas películas suyas son Anal Fiends, Babysitter 12, Cougar Orgy, Cougar's Revenge, Lesbian Babysitters 15, MILF Pact 2, Moms Lick Teens 8, Neighbor Affair 35, Please Bang My Wife o Seduced By Mommy 12.

## Premios y nominaciones
| Año  | Ceremonia     | Resultado | Premio                                                 | Trabajo              |
| ---- | ------------- | --------- | ------------------------------------------------------ | -------------------- |
| 2019 | Premios AVN   | Nominada  | Premio fan: MILF más caliente                          | —                    |
| 2019 | Premios XBIZ  | Nominada  | Mejor escena de sexo en película de parejas o temática | Infidelity 2         |
| 2020 | Premios AVN   | Nominada  | Artista MILF/Cougar del año                            | —                    |
| 2021 | Premios AVN   | Nominada  | Mejor actuación no sexual                              | Terror Camp          |
| 2021 | Premios GayVN | Nominada  | Mejor escena de sexo bi                                | Coming Out Bi 12     |
| 2021 | Premios XBIZ  | Nominada  | Artista MILF del año                                   | —                    |
| 2022 | Premios AVN   | Nominada  | Artista MILF / Cougar del año                          | —                    |
| 2022 | Premios XBIZ  | Nominada  | Artista MILF del año                                   | —                    |
| 2022 | Premios XBIZ  | Nominada  | Mejor escena de sexo en película lésbica               | Women Loving Girls 5 |
| 2023 | Premios XBIZ  | Nominada  | Artista MILF del año                                   | —                    |